# Percnia guttata
Percnia guttata är en fjärilsart som beskrevs av Felder och Alois Friedrich Rogenhofer 1875. Percnia guttata ingår i släktet Percnia och familjen mätare. Inga underarter finns listade i Catalogue of Life.